# Prezidentská fanfára

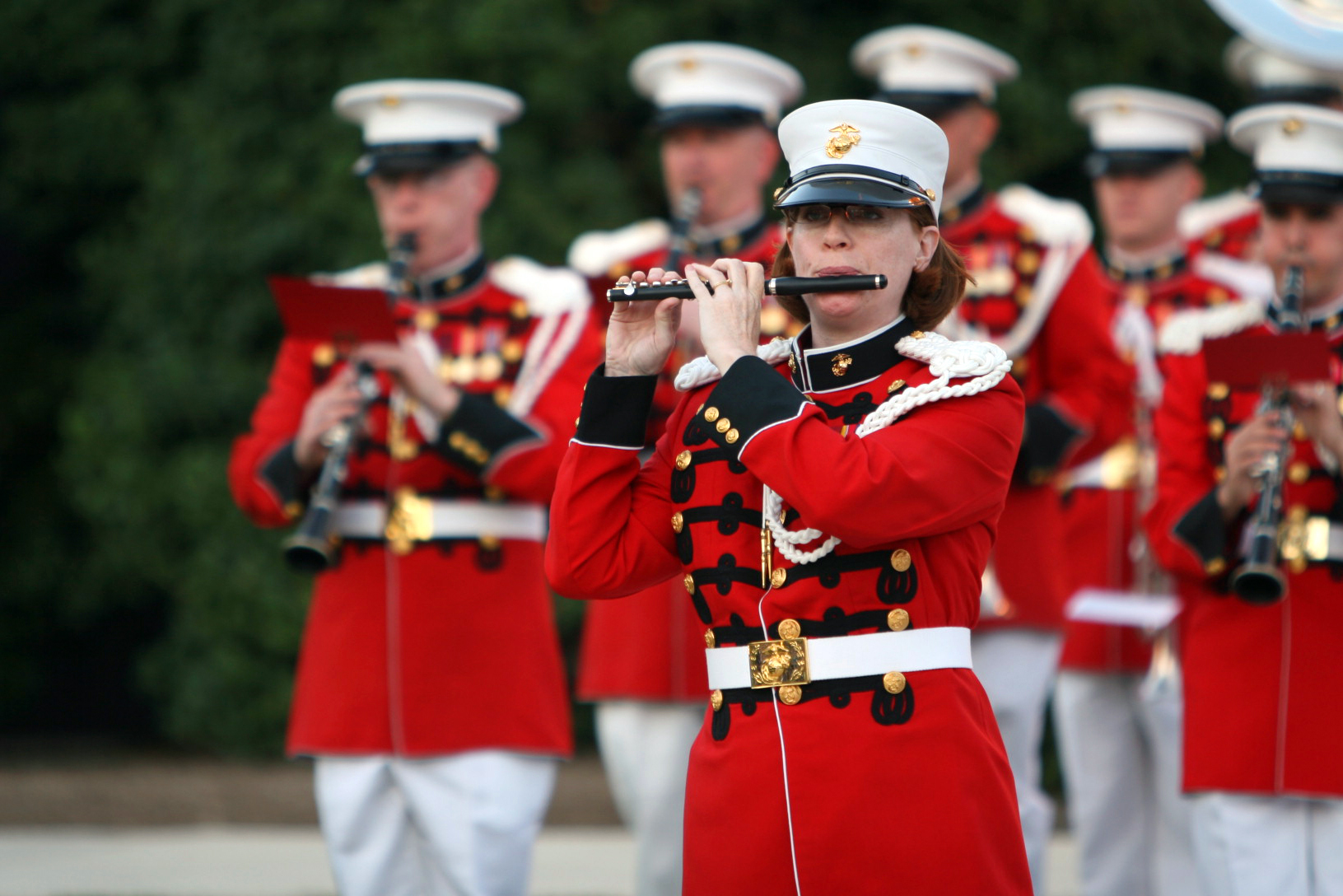
Členové vojenské kapely Námořní pěchoty Spojených států amerických, která doprovází prezidenta na oficiálních událostech; 2008

Prezidentská fanfára nebo prezidentská hymna je hudební skladba, která se užívá v mnoha zemích k přivítání prezidenta při jeho příchodu, případně také při prezidentské inauguraci poté, co zvolený kandidát složí slib a oficiálně se ujme prezidentského úřadu.

## Příklady

### Česká republika
Fanfáry ze Smetanovy opery Libuše byly použity při přivítání T. G. Masaryka v roce 1918. Od té doby jsou tradičně používány jako fanfáry prezidenta Československa a později Česka.

### Slovenská republika
Na Slovensku jsou od roku 1993 jako prezidentské fanfáry používány fanfáry z opery Svätopluk od Eugena Suchoně.

### Guatemala a Salvador
Prezidenti Guatemalské republiky a Salvadorské republiky používají jako prezidentskou fanfáru pochod La Granadera, který byl v letech 1823 až 1838 státní hymnou Federativní republiky Střední Ameriky.

### Spojené státy americké
V USA se jako prezidentská fanfára používá píseň Hail to the Chief. Prvním prezidentem, který byl poctěn touto skladbou, byl v roce 1829 Andrew Jackson. Oficiálně se prezidentskou hymnou stala roku 1954. Původně však prezidentskou hymnou byla píseň Hail, Columbia, která zazněla již na inauguraci prvního prezidenta George Washingtona v roce 1789. Ta je v současnosti hymnou viceprezidenta.

### Ruská federace
V Rusku se používá fanfára s názvem K uchodu Prezidenta (К уходу Президента), kterou složil v roce 1991 šéfdirigent prezidentského orchestru Pavel Ovsjannikov.